# Aeroporto Internacional de Ecaterimburgo-Koltsovo
O Aeroporto Internacional de Ecaterimburgo-Koltsovo (em russo: Аэропорт Кольцово) (IATA: SVX, ICAO: USSS) é um aeroporto internacional localizado na antiga cidade de Koltsovo, que serve principalmente à cidade de Ecaterimburgo, Sverdlovsk, na Rússia, sendo atualmente o sexto mais movimentado do país. É o hub principal da Ural Airlines, da RusLine e da Aviacon Zitotrans